# Étoile noire (matière noire)
Pour les articles homonymes, voir Étoile noire.
Une étoile noire de matière noire est un type d'étoile qui a pu exister au début de l'univers avant que les étoiles classiques ne se forment. Ces étoiles seraient composées principalement de matière normale, comme les étoiles actuelles, mais avec une forte concentration de neutralinos de matière noire ce qui produirait de la chaleur par réactions d'annihilation avec les particules de matière noire. Cette chaleur empêcherait ces étoiles de s'effondrer jusqu'à la taille relativement compacte d'étoiles modernes et donc empêcherait l'amorçage de la fusion nucléaire entre les atomes de la matière normale.
Selon cette théorie, une étoile noire serait un énorme nuage d'hydrogène et d'hélium, de 4  à   2 000 unités astronomiques de diamètre et avec une température de surface suffisamment basse pour que le rayonnement émis soit invisible à l’œil nu.
Dans le cas peu probable où des étoiles noires de ce type subsisteraient aujourd'hui, elles ne pourraient être détectées que par leurs émissions de rayon gamma, de neutrinos et d'antimatière et seraient confondues avec des nuages de gaz d'hydrogène moléculaire froid avec une différence notable quant à l'émission de grandes quantités de particules énergétiques.